# Verein katholischer deutscher Lehrerinnen
Der Verein katholischer deutscher Lehrerinnen e. V. (VkdL) ist ein Berufsverband für katholische Pädagoginnen aus allen Bildungsbereichen. Er ist bundesweit organisiert und vertritt die Interessen seiner Mitglieder, die von der Früherziehung bis zur Hochschule tätig sind. Er wurde 1885 gegründet und hat seinen Sitz in Essen. Der VkdL gibt die Verbandszeitschrift Katholische Bildung heraus. Das VkdL-Bildungswerk wurde im Jahre 1983 gegründet und hat seinen Sitz ebenfalls in Essen.
Bekanntestes Mitglied ist die Philosophin Edith Stein (1891–1942), die in den 1920er Jahren dem Verein beitrat.

## Geschichte
Der Verein katholischer deutscher Lehrerinnen wurde 1885 von Pauline Herber in Koblenz-Moselweiß gegründet, mit dem Anliegen, eine „christliche Pädagogik“, basierend auf einem christlichen Menschenbild, zu vertreten. 1919 erhielten Frauen das Wahlrecht. Maria Schmitz, Christine Teusch, Hedwig Dransfeld und Helene Weber (alle VkdL) waren als weibliche Abgeordnete des Zentrums in der Weimarer Nationalversammlung vertreten. Weitere VkdL-Mitglieder waren Abgeordnete in den Landtagen und Kommunen. Der VkdL gehörte zu den Mitbegründern des 1922 gegründeten „Deutschen Instituts für wissenschaftliche Pädagogik“ in Münster, an dem später auch Edith Stein Dozentin wurde.
Ab 1935/36 unterlag der VkdL einem Verbot der schul- und berufspolitischen Tätigkeit. Mehr als 75 % der VkdL-Mitglieder ließen sich aus dem Nationalsozialistischen Lehrerbund (NSLB) ausschließen und blieben im VkdL, die Folgen waren Schikanen, Verhöre, Strafversetzungen und Inhaftierung von Mitgliedern wegen „politischer Unzuverlässigkeit“. Während der Zeit des Nationalsozialismus setzte der VkdL seine religiös-berufsethische Fortbildungsarbeit unter dem Schutz des Reichskonkordats fort und leistete geistigen Widerstand gegen den Nationalsozialismus. 1937 kam es dann schließlich zur zwangsweisen Auflösung des Verbandes durch Erlass des Reichsinnenministers. Eigentum und Vermögen des VkdL wurden beschlagnahmt.
Nach 1945 erfolgte der Neuaufbau und die Neuorganisation des Verbandes in Bund, Ländern und Diözesen sowie die Wiederaufnahme der Verbandsarbeit. Auch die nationale und internationale Arbeit wurde aufgebaut sowie die Kooperation mit anderen Verbänden gesucht. 1949 wird die Bundesgeschäftsstelle gegründet, die ihren Sitz in Essen hat. Seit 1950 gibt der Verein die Zeitschrift Katholische Frauenbildung heraus.

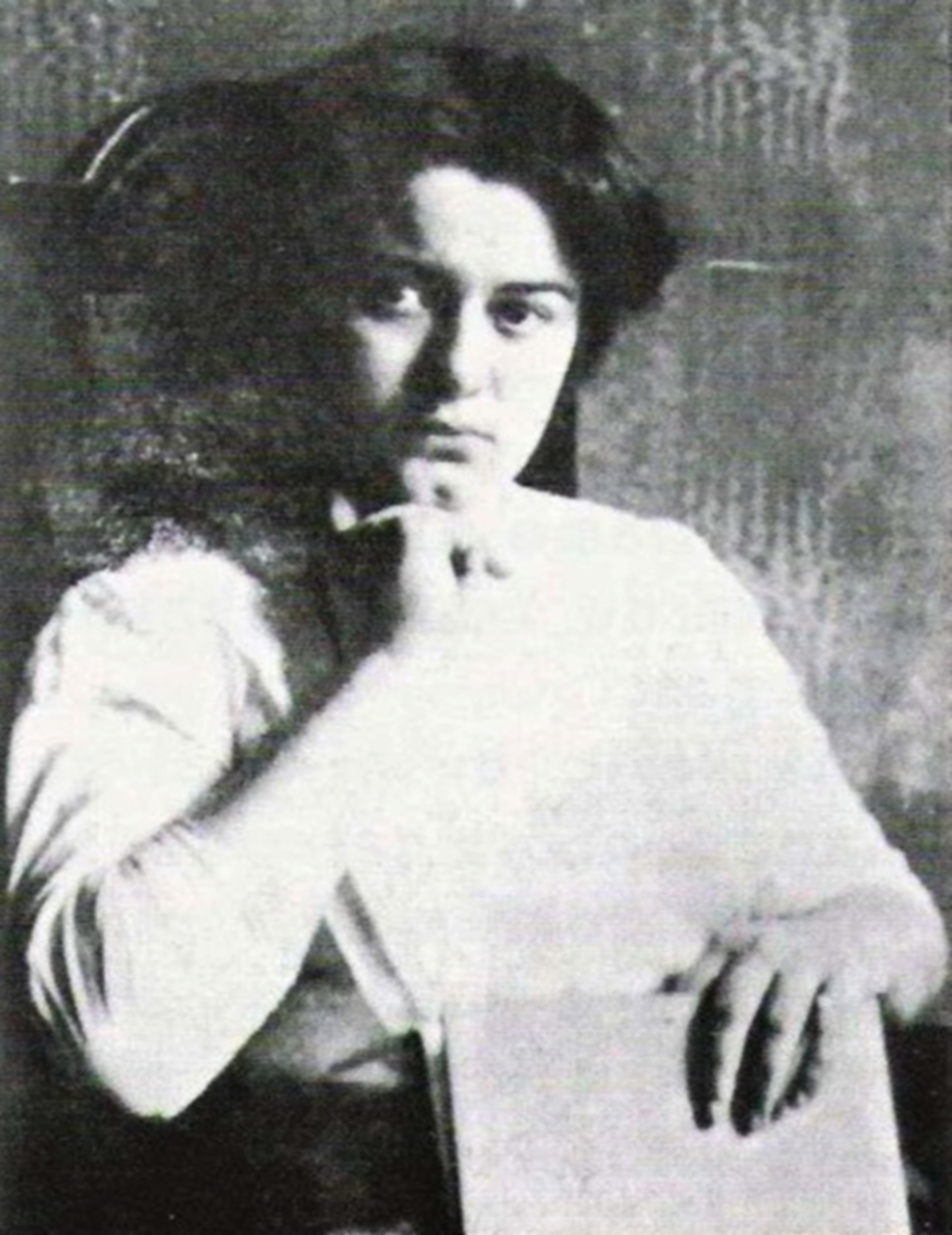
Edith Stein (1891–1942), Heilige, Mitglied und Verbandspatronin des VkdL

## Vereinszwecke
Der Verein setzt sich ein für:
- eine schul- und schülergerechte Lehrerbildung
- eine berufsethische und religiöse Fort- und Weiterbildung der Mitglieder
- die Interessen der Mitglieder in besoldungspolitischen, beamten- und arbeitsrechtlichen Fragen
- Rechtsberatung und Rechtsschutz

## Vereinsarbeit
Aus der Zeitschrift Katholische Frauenbildung wird in den Jahren nach 1950 die Verbandszeitschrift Katholische Bildung, die aktuell alle zwei Monate erscheint und in der namhafte Referenten Artikel zu pädagogischen, berufsethischen, schulpolitischen und kulturellen, sowie zu theologisch-philosophischen Fragen veröffentlichen. Zudem erscheinen mit der Flyer-Reihe Auf den Punkt gebracht kurze Informationsbroschüren, die Stellung zu gesellschaftlich und politisch relevanten Themen nehmen. Der VkdL-Newsletter gibt Hinweise und Tipps zu Veranstaltungen, Lehrmaterialien oder zu jüngsten Entwicklungen im pädagogischen, gesellschaftlichen und kirchlichen Bereich.
Einmal jährlich findet der Bundeskongress des Vereins an wechselnden Orten statt. Hier halten die Mitglieder ihre Bundeshauptversammlung ab. Zudem steht jeder Kongress unter einem anderen Motto. So lautete das Thema 2019 „Missbrauch von Sprache – Missbrauch von Macht“, im Jahr 2022 „Bildung braucht Personen“. Die 125. Bundeshauptversammlung 2023, die gemeinsam mit der Edith-Stein-Gesellschaft Deutschland ausgerichtet wurde, hatte das Motto „Edith Stein als Lehrerin“.
Seit 2022 verleiht der VkdL den Pauline-Herber-Preis an Einrichtungen und Organisationen, die sich in besonderem Maße in Erziehung und Wissenschaft um die katholische Bildung verdient machen.

## Vorsitzende
- 1885–1893: Anna Wolter[11]
- 1893–1895: Pauline Herber (Gründerin)
- 1895–1897: Antonie van Haeften[11]
- 1897–1916:  Pauline Herber[12]
- 1916–1953: Maria Schmitz[12] (1937–1945 erzwungene Auflösung)[13]
- 1953–1966: Elisabeth Mleinek[12]
- 1966–1988: Marilone Emmerich[12]
- 1988–2002: Nelly Friedrich[12]
- 2002–2021: Roswitha Fischer[12]
- ab 2022: Ursula Maria Fehlner[14]